# Панехесі
Панехесі (*XIV ст. до н. е.) — давньоєгипетський державний діяч XVIII династії, верховний жрець Атона у Ахетатоні наприкінці правління фараона Сменхкара та початку володарювання Тутанхамона.

## Життєпис
Походив зі знатного роду з Нижнього Єгипту. Став вірним прихильником фараона Аменхотепа IV у проведенні його реформ. Протягом правління цього фараона обіймав посади начальника худоби та начальника зерносховища, відповідав за значний обсяг економіки держави. Наприкінці правління фараона призначається носієм печатки фараона в Нижньому Єгипті
Водночас став прихильником атонізму, отримавши спочатку посаду голови слуг Атона, а згодом стає Другим жерцем Володаря двох земель. В подальшому стає найближчим помічником верховного жерця Атона Меріра.
За володарювання фараона Сменхкара, десь у середині 1330-х років до н. е., стає новим верховним жерцем Атона. За правління наступного фараона Тутанхамона намагався зберегти досягнення реформи Аменхотепа IV. Втім невдовзі помер. Його наступником став Ай, але той досить швидко перейшов на бік фіванського жрецтва. Той відмовився від посади, ставши жерцем Амона.
Відомі 2 будівлі Панехесі: одне розташовано поблизу колишньої столиці Староадвнього Єгипту — Ахетатон — містечко Шара. Це був власний палац, де виявлено зображення фараона, його дружини Нефертіті та Мерітатон. Навколо палацу знайдено 40 будівель, що належали слугам Панехесі. Другою будівлею стала резиденція Панехесі як державного службовця. Воно розташовувалася біля головного храму Атона.
Поховано Панехесі в гробниці EA 6 в Амарні.